# Dale Earnhardt Jr.

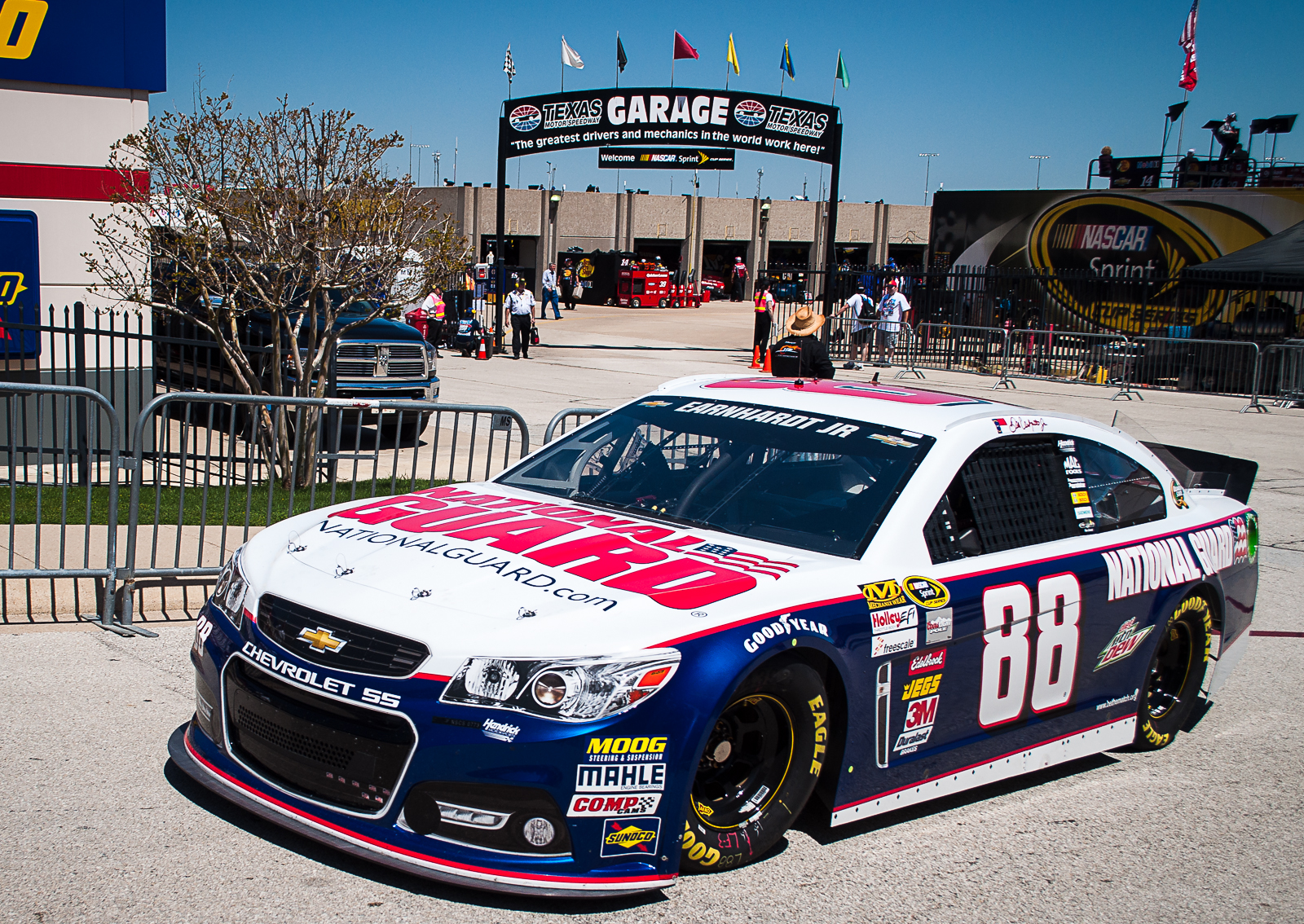
Carro de Dale Earnhardt Jr. na NASCAR Cup Series em 2013.

Ralph Dale Earnhardt Junior (Kannapolis, 10 de outubro de 1974) é um automobilista estadunidense aposentado e dono da equipe JR Motorsports.
E filho do lendário Dale Earnhardt, piloto sete vezes campeão da NASCAR Cup Series. Além disso, é neto do piloto da NASCAR Ralph Earnhardt e da famosa fabricante de veículos stock, Robert Gee. Também é meio-irmão do piloto Kerry Earnhardt, tio do piloto Jeffrey Earnhardt; e enteado de Teresa Earnhardt, ex-titular da equipe Earnhardt Ganassi Racing.
Após ter sido campeão da NASCAR Busch Series em 1998 e 1999 e estrear na NASCAR Cup Series em cinco corridas em 1999, no ano 2000 disputou sua primeira temporada na máxima categoria num Chevrolet da equipe do seu pai, Dale Earnhardt Inc. Correu com o numero 8 e foi patrocinado pela cerveja Budweiser. Esteve na equipe ate 2007, onde conseguiu dezessete vitorias (destaca-se as 500 Milhas de Daytona 2004) e um terceiro lugar do campeonato em 2003 e dois quintos lugares em 2004 e 2006.
Earnhardt mudou-se à equipe Hendrick na temporada 2008, onde ficou até 2017. Porém, ele não pode utilizar o numero 8, então usou o numero 88. Enquanto foi patrocinado pela Guarda Nacional e pela companhia de seguros Nationwide. Nessa fase ganhou nove corridas, incluindo as 500 Milhas de Daytona de 2014 e um quinto lugar de campeonato em 2013. Esse período também foi marcado pelas lesões sofridas pelo automobilista. Após de um par de contusões em seis semanas, Earnhardt ausentou-se duas corridas nos Playoffs do ano 2012. Em 2017 Eanhardt sentiu sintomas de concussão e perdeu-se as ultimas 18 corrida da temporada.
Finalmente, após de 631 corridas, Earnhardt anunciou sua aposentadoria da NASCAR Cup Series, ao finalizar a temporada 2017. Foi premiado como o piloto mais popular da NASCAR Cup Series em quinze vezes.
Desde 2018, desempenha-se como comentador da NASCAR Cup Series na NBC.